# Miquel Sten
Miquel Sten   (Venècia, 1331 (Gregorià) - Venècia, 26 de desembre de 1413 (Gregorià)) va ser un estadista venecià que va exercir de 63è dux de Venècia des de l'1 de desembre de 1400 fins a la seva mort.
Sten va néixer a Venècia en el si d'una família benestant, i va viure una vida dissolta en la joventut; ell i alguns altres homes joves van ser en algun moment gairebé executats pel govern per cobrir el tron del dux Marí Faliero amb inscripcions "ignominioses" contra ell i la seva cònjuge, Aluycia Gradenigo. Més tard va exercir de proveïdor de Venècia i va demostrar ser un diplomàtic capaç.
El 1400 va ser elegit dux com a elecció de compromís, ja que els vots anteriors havien quedat sense punt. En convertir-se en Dux es va portar a vestir-se com Lorenzo Celsi, conegut per la seva elegància de vestir. L'any de la seva adhesió, Venècia va iniciar una reeixida guerra contra Pàdua i el seu senyor, Francesco da Carrara, provocant una important expansió de la república a la part continental italiana. Durant el cisma cristià de 1408, Venècia es va alinear amb el Papa Alexandre V.
Un vell i malalt dels seus últims anys, Sten va morir el 1413 i va ser enterrat a la basílica de San Giovanni e Paolo, un lloc tradicional d'enterrament dels ducs.
Sten va ser succeït com Dux per Tomàs Mocenigo.